# Burrington, Somerset
Burrington är en ort och en civil parish i Storbritannien.   Den ligger i kommunen North Somerset och riksdelen England, i den södra delen av landet, 180 km väster om huvudstaden London. Burrington ligger 84 meter över havet och antalet invånare är 464.
Terrängen runt Burrington är kuperad söderut, men norrut är den platt. Runt Burrington är det ganska tätbefolkat, med 144 invånare per kvadratkilometer. Närmaste större samhälle är Bristol, 17,6 km nordost om Burrington. Trakten runt Burrington består i huvudsak av gräsmarker.